# Chenggu Xian (ort i Kina, Shaanxi, lat 33,15, long 107,33)
Chenggu Xian är en ort i Kina. Den ligger i provinsen Shaanxi, i den nordvästra delen av landet, omkring 190 kilometer sydväst om provinshuvudstaden Xi'an. Antalet invånare är 464 903. Befolkningen består av 229 854 kvinnor och 235 049 män. Barn under 15 år utgör 16,0 %, vuxna 15-64 år 73 %, och äldre över 65 år 10,0 %.
Runt Chenggu Xian är det ganska tätbefolkat, med 207 invånare per kvadratkilometer. Chenggu Xian är det största samhället i trakten. Trakten runt Chenggu Xian består till största delen av jordbruksmark.
Genomsnittlig årsnederbörd är 1 044 millimeter. Den regnigaste månaden är juli, med i genomsnitt 226 mm nederbörd, och den torraste är december, med 2 mm nederbörd.